# Thimphu (dystrykt)
Thimphu (dzongkha: གཞལམ་སྒང་ཇོང་ཁག Thimphu dzongkhag) – jeden z dwudziestu dystryktów Bhutanu. Jego siedzibą jest stolica Bhutanu – Thimphu, największe miasto w kraju. W 2017 dystrykt był zamieszkany przez 138 736 mieszkańców. W jego północnej części znajduje się Park Narodowy Dżigme Dordżi.
Administracyjnie dystrykt Thimphu jest podzielony na dziesięć gewog:
1. gewog Bapbi,
2. gewog Chang,
3. gewog Dagala,
4. gewog Genyekha,
5. gewog Kawang,
6. gewog Lingzhi,
7. gewog Mewang,
8. gewog Naro,
9. gewog Soe,
10. gewog Toepisa

Thimphu (dystrykt)
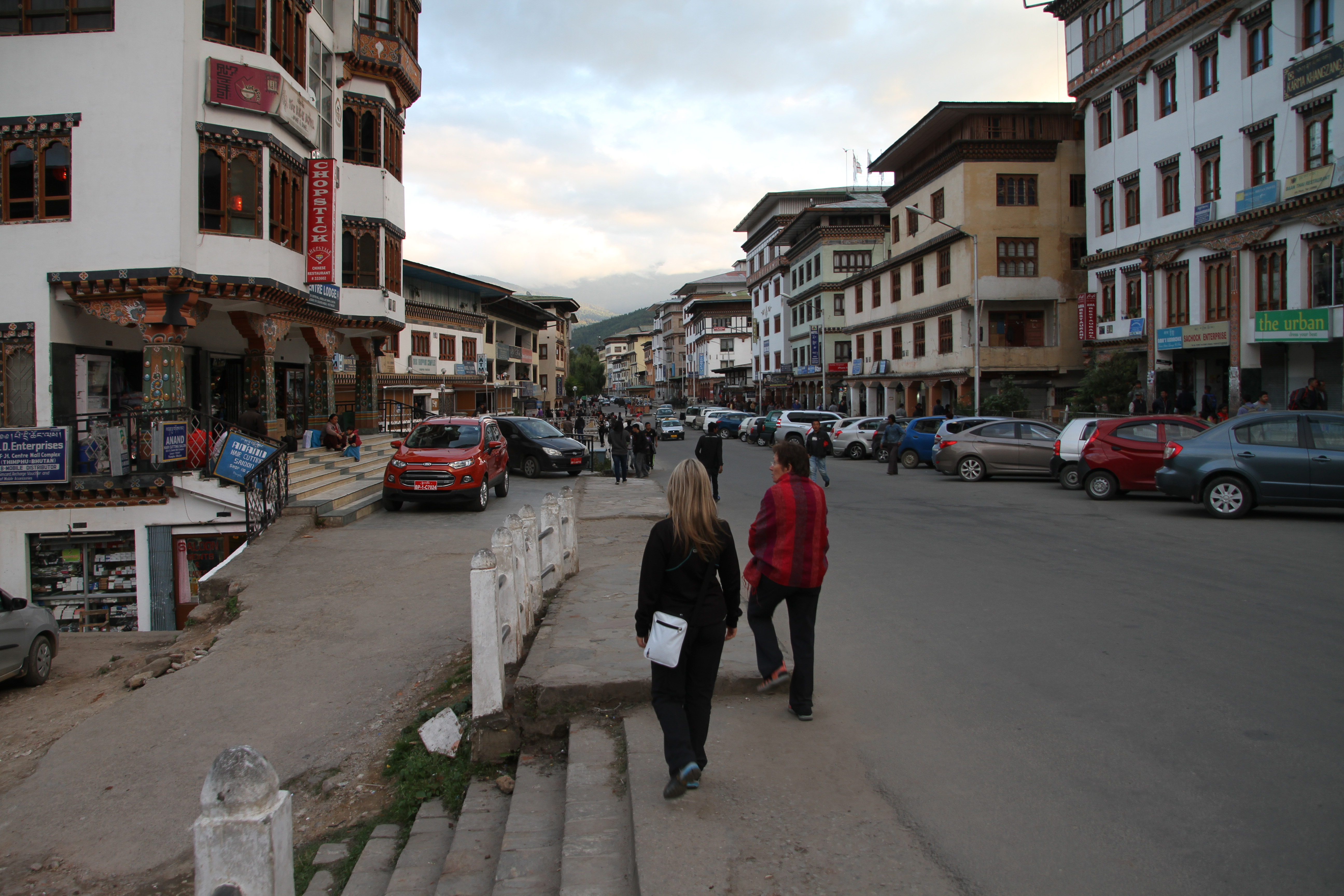
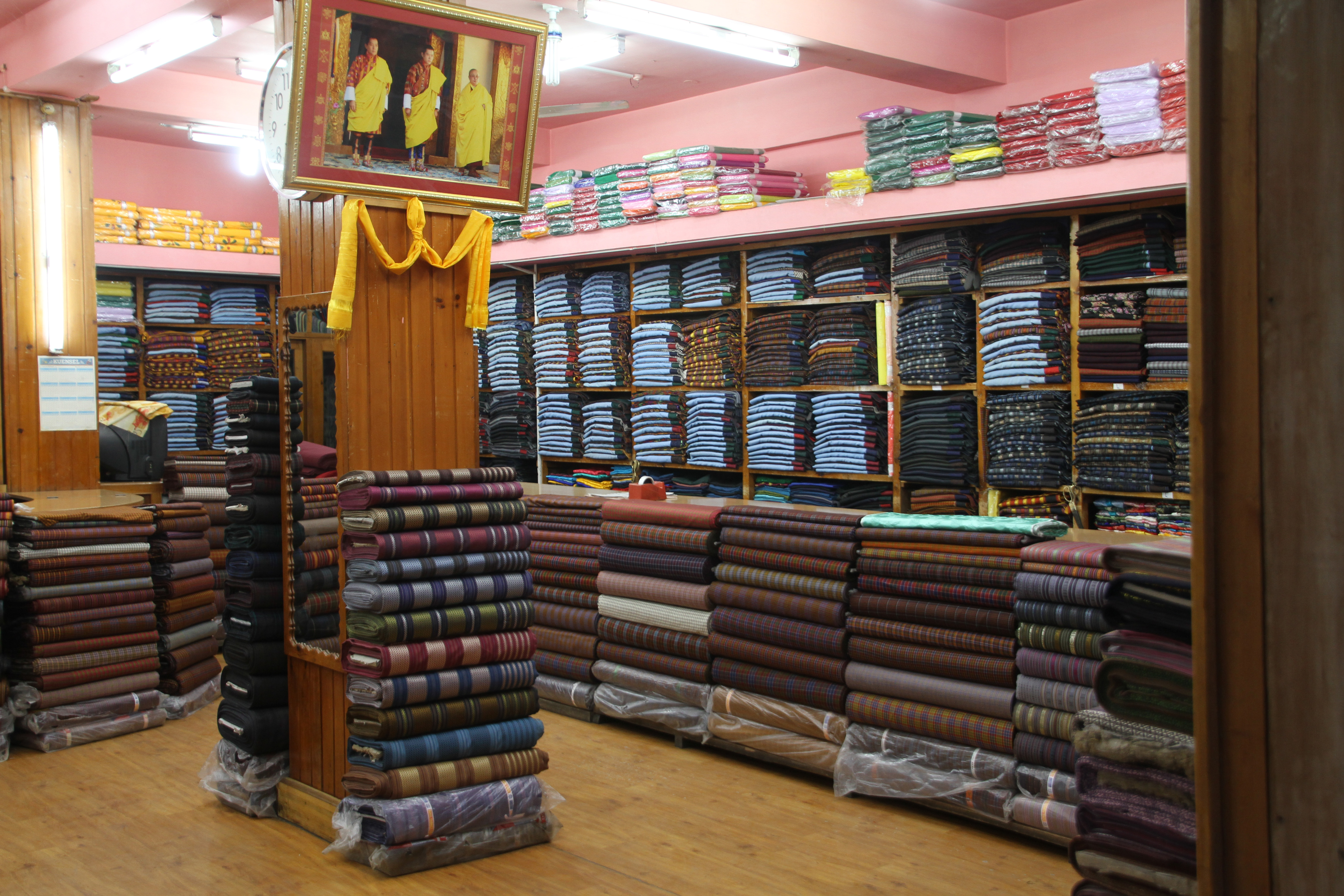
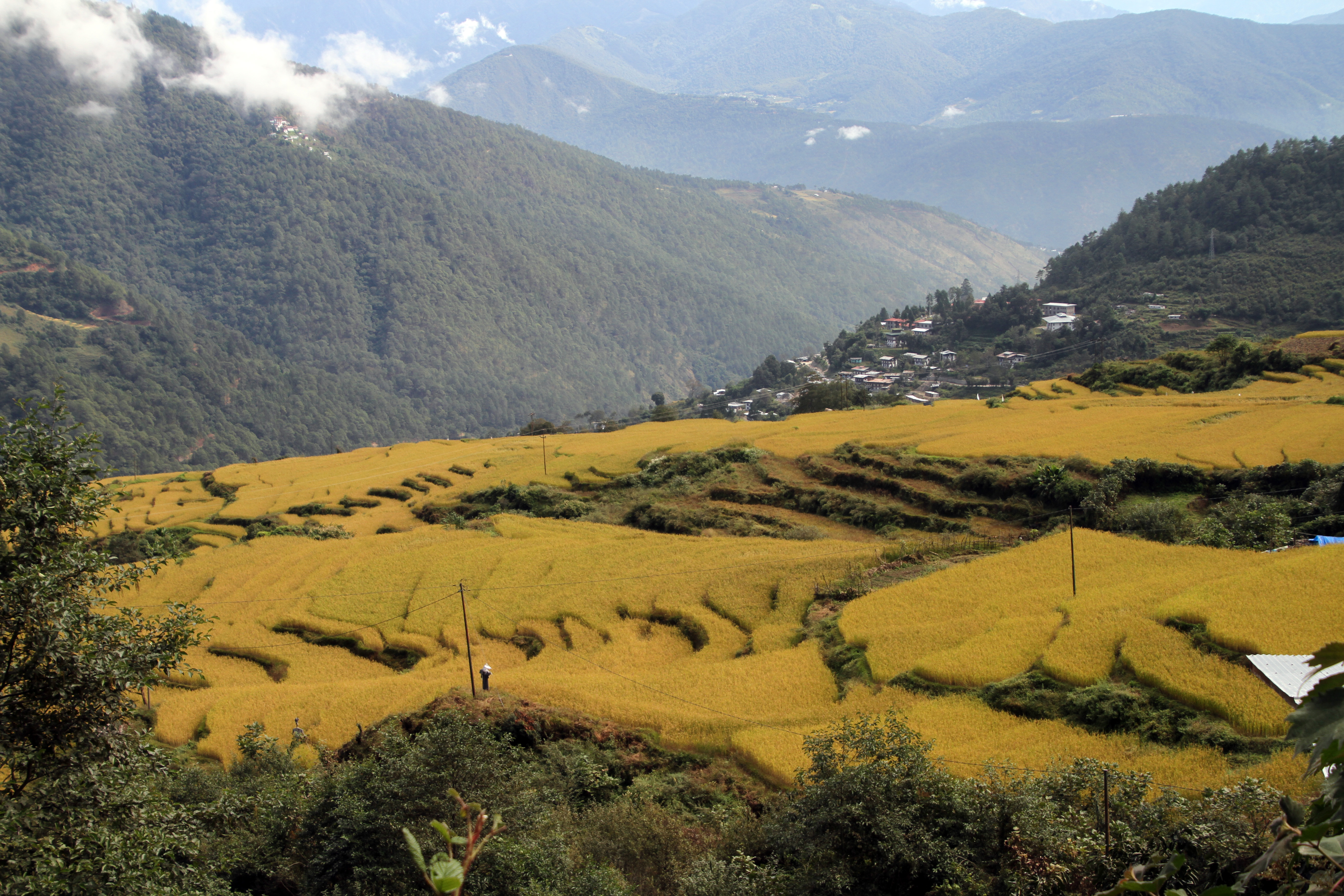
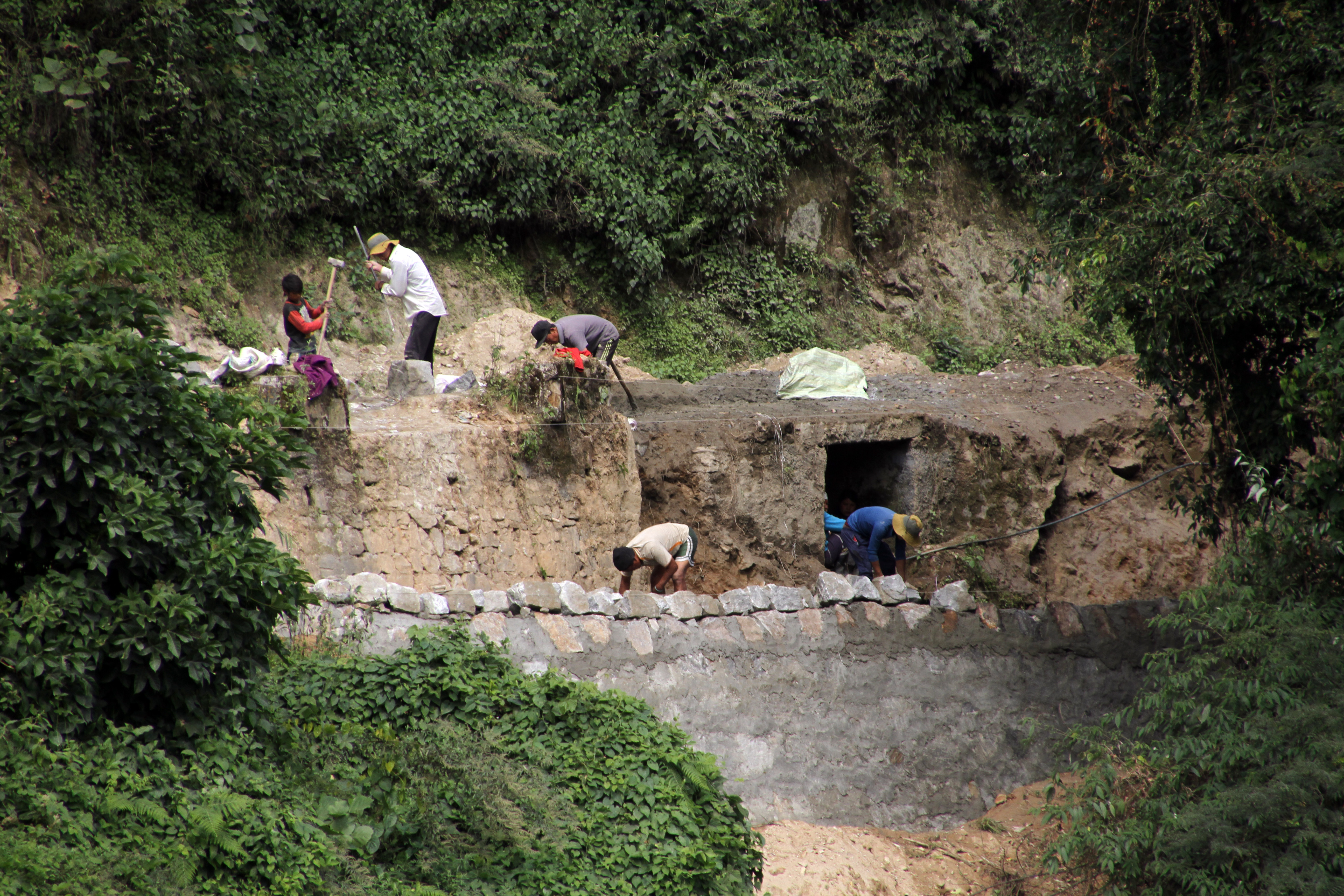
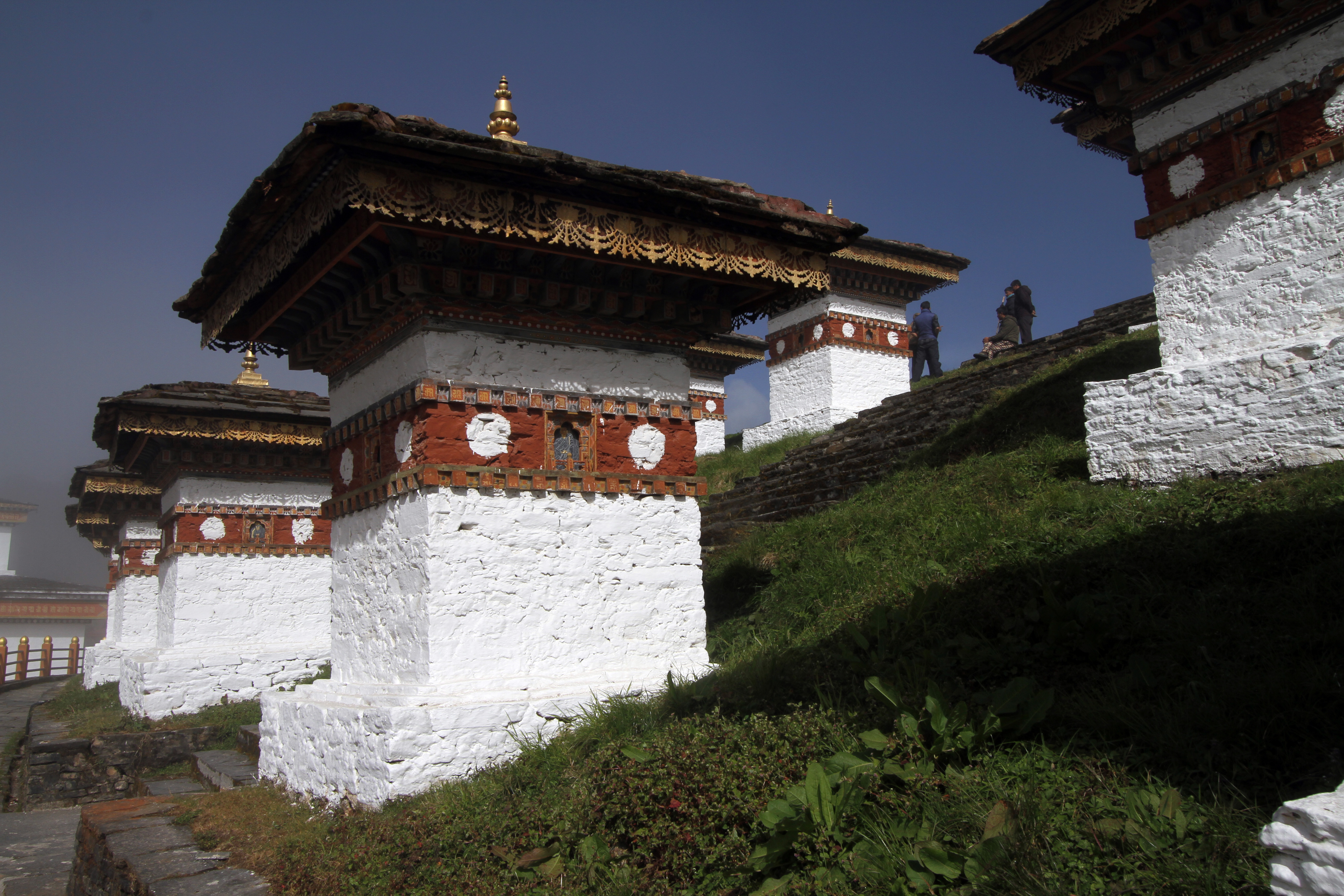
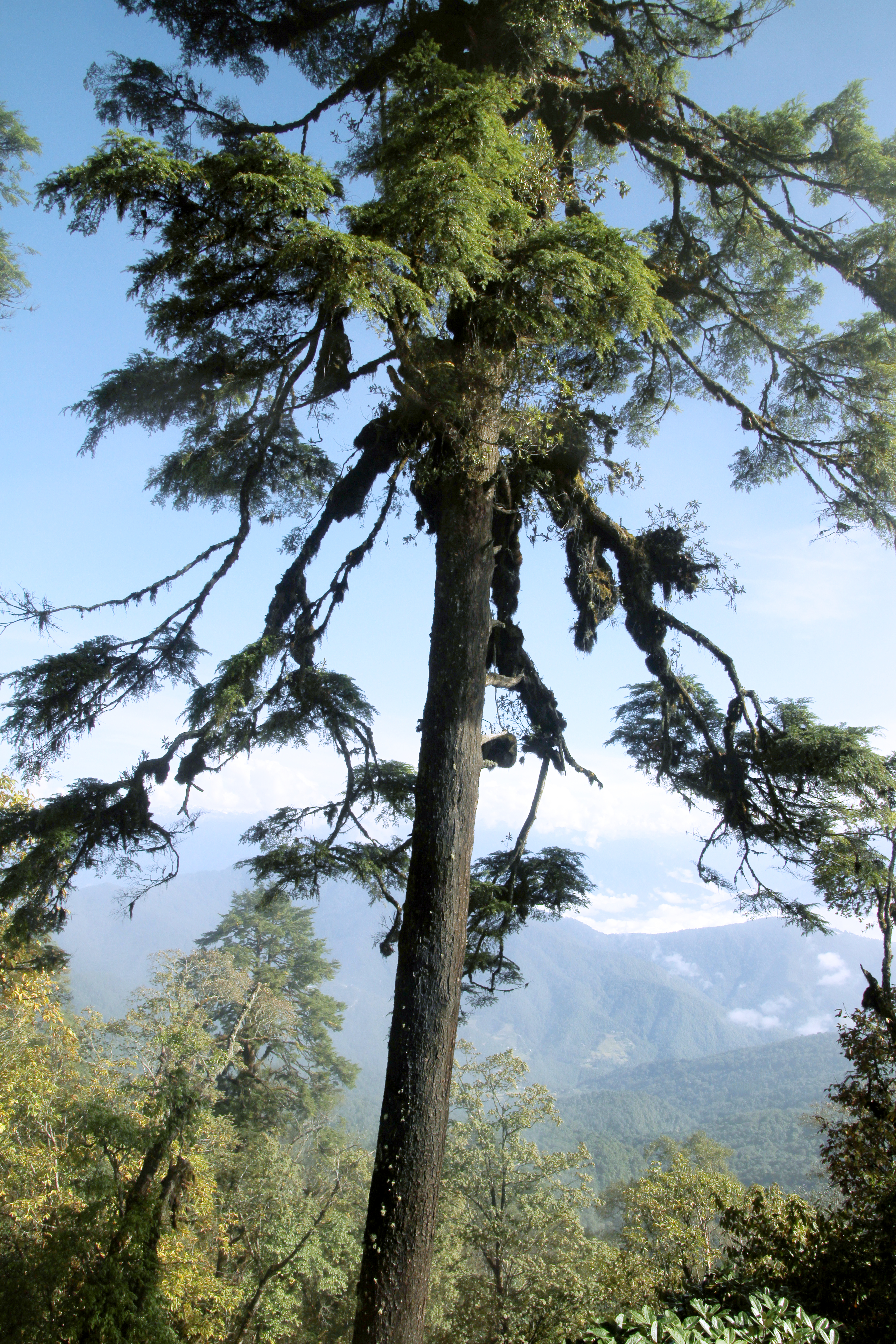
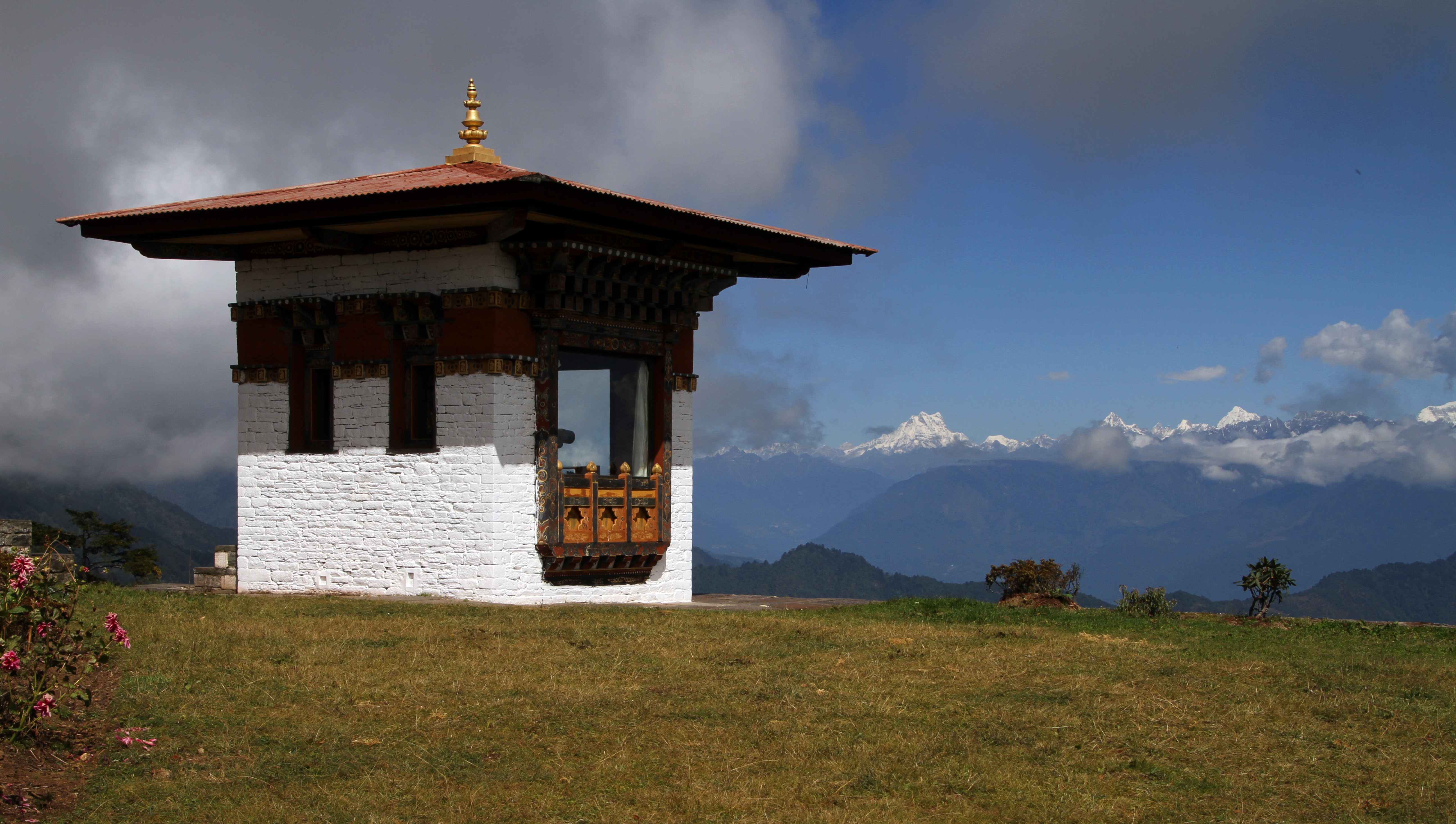